# Thumatha rava
Thumatha rava är en fjärilsart som beskrevs av Lucas 1890. Thumatha rava ingår i släktet Thumatha och familjen björnspinnare. Inga underarter finns listade i Catalogue of Life.